# Волково (Огарковское сельское поселение)
Волково — деревня Огарковского сельского поселения Рыбинского района Ярославской области .
Деревня расположена на правом берегу реки Волготня, в её устье, при впадении в Рыбинское водохранилище. В деревне реку пересекает автомобильная трасса Р104 Рыбинск—Пошехонье, на расстоянии 17 км от Рыбинска. Ближайшая деревня в сторону Рыбинска - Соловьёвское, в сторону Пошехонья — Савинское. На том же берегу реки, Но к востоку от дороги, то есть выше по течению реки была расположена деревня Шеванино, которая сейчас стала улицей Волково. Поднявшиеся воды водохранилища привели к образованию в устье узкого залива . В деревне развивается туристический бизнес, связанный с рыбалкой.
На 1 января 2007 года в деревне числилось 330 постоянных жителей . В посёлке действует почтовое отделение. По почтовым данным в посёлке 8 улиц: Рассохинская (41 дом), Дачная (7 домов), Заречная (30 домов), Лесная (10 домов), Северная (6 домов), В. А. Лапшина (29 домов), Молодёжная (20 домов), Шаванинская (26 домов). Почтовое отделение обслуживает населённые пункты в южной части поселения: Антоново, Барщинка, Большие Мхи, Власьево, Грибово, Досугово, Дымовское, Ивановское, Киверники, Курганово,Макарово, Морушкино, Ольгино, Савинское, Семенково, Середнево, Соловьёвское, Степаньково, Шлыково .
Деревня Волкова указана на двухверстном плане Генерального межевания Рыбинского уезда 1798 года, но отсутствует на более детальном верстовом плане 1792 года. Деревня Шиванина присутствует на обоих планах.